# FDP Thüringen
Die FDP Thüringen ist der Landesverband der FDP im Bundesland Thüringen. Er entstand 1990 in Konsequenz der Fusion der DDR-Blockparteien LDPD und NDPD mit einigen kleinen vormals oppositionellen Gruppierungen. Nachdem die FDP bereits von 1990 bis 1994 an der Thüringer Landesregierung beteiligt gewesen war, stellte sie vom 5. Februar 2020 bis zum 4. März 2020 mit ihrem Landesvorsitzenden Thomas Kemmerich kurzzeitig den Ministerpräsidenten des Landes. Das führte zur Regierungskrise in Thüringen 2020. Kemmerich trat bereits am 8. Februar 2020 von seinem Amt zurück. Mit der Wahl Bodo Ramelows zum Ministerpräsidenten am 4. März 2020 endete die Regierungsbeteiligung der FDP wieder.

## Geschichte

### Vorgeschichte: Liberale Parteien in Thüringen
Auch in den Vorgängerstaaten Thüringens bestand eine Vielzahl von liberalen Parteien, die in der zweiten Hälfte des 19. Jahrhunderts vielfach Mehrheiten bei Wahlen erringen konnten. Seit Ende des 19. Jahrhunderts ging die Bedeutung der Liberalen immer weiter zurück. Spiegelbildlich erfolgte der Aufstieg der Sozialdemokraten. Auch in der Weimarer Republik setzte sich der Niedergang der liberalen Parteien fort. Hatte bei der Landtagswahl 1919 die DVP noch 15,77 % und die DDP noch 7,30 % der Stimmen erhalten, so war der Stimmenanteil dieser beiden liberalen Parteien auf zusammen 11 % bei der Landtagswahl 1929 geschrumpft. 1932 waren DDP (1,87 %) und DVP (1,80 %) nur noch Splitterparteien.
1933 erfolgte nach der Machtergreifung der Nationalsozialisten ein Verbot der demokratischen Parteien durch das Gesetz gegen die Neubildung von Parteien.

### LDPD Thüringen
Nach dem Zweiten Weltkrieg erfolgte auch in Thüringen eine Neugründung einer liberalen Partei. Am 9. Juni 1945 wurde als Vorläufer des Landesverbandes die Demokratische Partei Thüringens in Weimar gegründet. Am 2. Dezember 1945 erfolgte die Umbenennung in Liberal-Demokratische Partei Deutschlands (zunächst als LDP, später als LDPD abgekürzt). Am 29. Juli 1945 wurde auf der ersten Landesausschusssitzung Leonhard Moog als erster Landesvorsitzender gewählt. Dr. Alphons Gaertner und Hermann Becker wurden stellvertretende Landesvorsitzende.

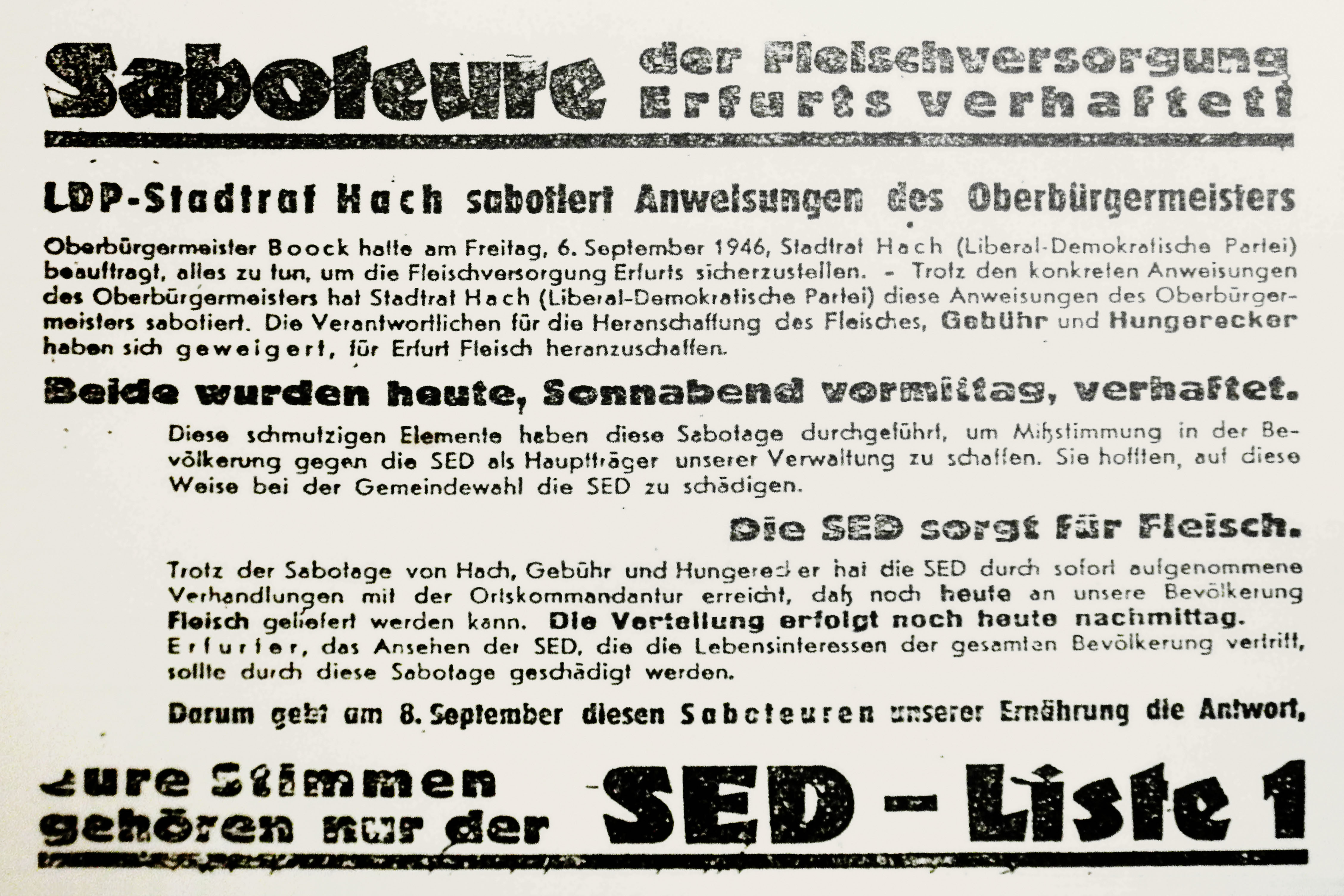
SED-Wahlplakat gegen die LDPD 1946 in Erfurt

Große Erfolge erzielte die LDP bei den Kommunalwahlen im September 1946. So wurde sie in Erfurt stärkste Partei und konnte, bis zu dessen Verhaftung im Oktober, mit Paul Hach den Oberbürgermeister stellen. Bei den halbfreien Wahlen zum Thüringer Landtag 1946 wurde die LDP mit 28,5 % der Stimmen zweitstärkste Partei.
In den Folgejahren unterlag die LDP(D) Thüringen einem immer stärkeren Druck durch die SMAD, die Politik der SED vorbehaltslos zu unterstützen. Alphons Gaertner entzog sich diesem Druck 1948 durch Flucht, Hermann Becker wurde am 23. Juli 1948 während einer Sitzungspause des Thüringer Landtags von Angehörigen des NKWD verhaftet und kam erst 1955 wieder frei. Leonhard Moog arrangierte sich mit den neuen Machthabern. Mit den als Scheinwahlen nach Einheitslisten durchgeführten Landtagswahlen in der DDR 1950 war die Gleichschaltung der LDP abgeschlossen. Leonhard Moog wurde trotz seiner Nachgiebigkeit 1950 massiv bedroht und musste nach West-Berlin fliehen, um dem drohenden Schauprozess (bei dem er in Abwesenheit zu einer hohen Zuchthausstrafe verurteilt wurde) zu entgehen.

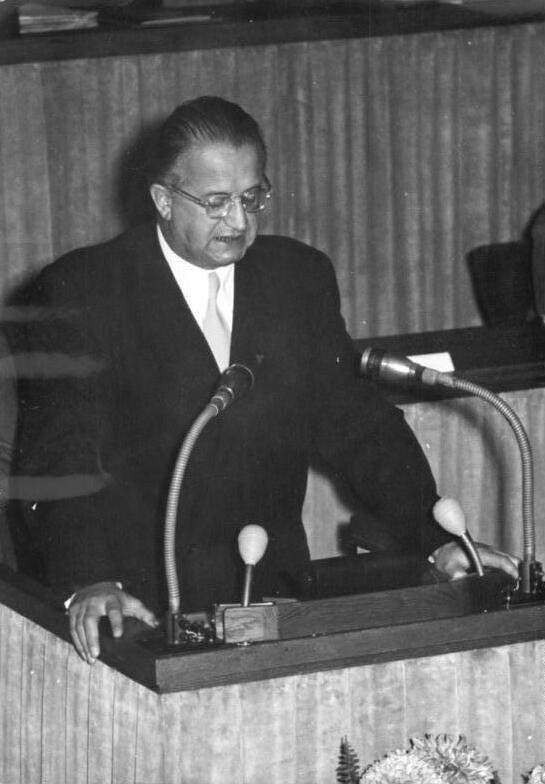
Der stellvertretende Vorsitzende des Rates des Bezirkes Erfurt, Ralph Liebler (LDP), 1951 bei einer Rede in der Volkskammer

Die LDP, ab 1952 LDPD, fungierte fortan in Thüringen wie in der übrigen DDR bis 1990 als Blockpartei im Rahmen der Nationalen Front. Sie war bis zur Abschaffung der Länder in der DDR im Jahre 1952 im Thüringer Landtag, danach in den Bezirkstagen der neugeschaffenen Bezirke Erfurt, Gera und Suhl sowie in den Kreistagen und Gemeindevertretungen jeweils durch eine vorher festgelegte Zahl von Abgeordneten vertreten. Gleiches galt für die NDPD, die 1990 ebenfalls in der FDP Thüringen aufging. Die Blockparteien waren auch an den Regierungsorganen der verschiedenen Ebenen beteiligt, bis hin zum Ministerrat und dem Staatsrat der DDR. Die Thüringer Liberaldemokraten stellten mit Hans Loch den ersten Finanzminister der DDR.
Die meisten Mitglieder und Mandatsträger der FDP Thüringen in den Jahren nach der Friedlichen Revolution waren vor 1989 Mitglieder der LDPD gewesen; ebenso stammte der größte Teil des Parteivermögens von der LDPD. Die LDPD Thüringen war Herausgeberin der Thüringischen Landeszeitung.

### Nach der Wende
In den Wendetagen gründeten sich an vielen Stellen liberale Gruppen. Die neugegründete Deutsche Forumpartei und die Ost-FDP waren die größten Akteure. Diese beiden Parteien schlossen sich zur ersten freien Volkskammerwahl 1990 mit der Blockpartei LDPD zum Bund Freier Demokraten zusammen. Um die Wahlchancen weiter zu verbessern, trat der Bund Freier Demokraten gemeinsam mit der Blockpartei NDPD zusammen. Das Wahlbündnis erreichte in Thüringen 5 % der Stimmen. Die genannten Parteien gingen am 28. Juli 1990 in der FDP Thüringen auf.
Die FDP hatte durch die Integration der Blockparteien mit weit über 40.000 Mitgliedern die zweitgrößte Mitgliederzahl nach der in PDS umbenannten SED und noch vor der CDU. Die überwiegende Zahl dieser Mitglied verließ die Partei jedoch kurzfristig. 1992 waren noch 8.000 Mitglieder übrig. Auch in den Folgejahren sank die Mitgliederzahl kontinuierlich. Im Jahr 2006 sank die Mitgliederzahl erstmals unter 2.000 und erreichte im Jahr 2016 mit 1.181 Mitgliedern ihren bisherigen Tiefststand.
Bei der Landtagswahl in Thüringen 1990 erreichte die FDP mit ihrem Spitzenkandidaten Hartmut Sieckmann 9,3 % der Stimmen und konnte gemeinsam mit der CDU Thüringen die Regierung Duchač bilden, in der die FDP drei Minister stellte. Von diesen hatte Hartmut Sieckmann, der das Umweltministerium übernahm, zu den Gründern der nach der „Wende“ entstandenen Ost-FDP gehört. Die anderen FDP-Minister in Thüringen – der stellvertretende Ministerpräsident Ulrich Fickel ebenso wie Hans-Jürgen Schultz, Wirtschaftsminister bis 1991, und dessen von 1991 bis 1994 amtierender Nachfolger Jürgen Bohn – kamen aus der LDPD.
Nach Ablauf der ersten Wahlperiode begann eine lange Phase der außerparlamentarischen Opposition. Bei der Landtagswahl in Thüringen 1994 scheiterte die FDP mit 3,2 % der Stimmen an der Fünf-Prozent-Hürde. Noch desaströser fiel die Landtagswahl in Thüringen 1999 aus, bei der die FDP nur noch 1,1 % der Stimmen erhielt. Auch wenn die FDP bundesweit in der Krise und von 1995 bis 2000 bundesweit in nur vier Landesparlamenten vertreten war, war dies das schlechteste Ergebnis der FDP seit ihrer Gründung. 2004 verdreifachte die FDP ihr Ergebnis auf 3,6 %, konnte aber erneut nicht in den Landtag einziehen.

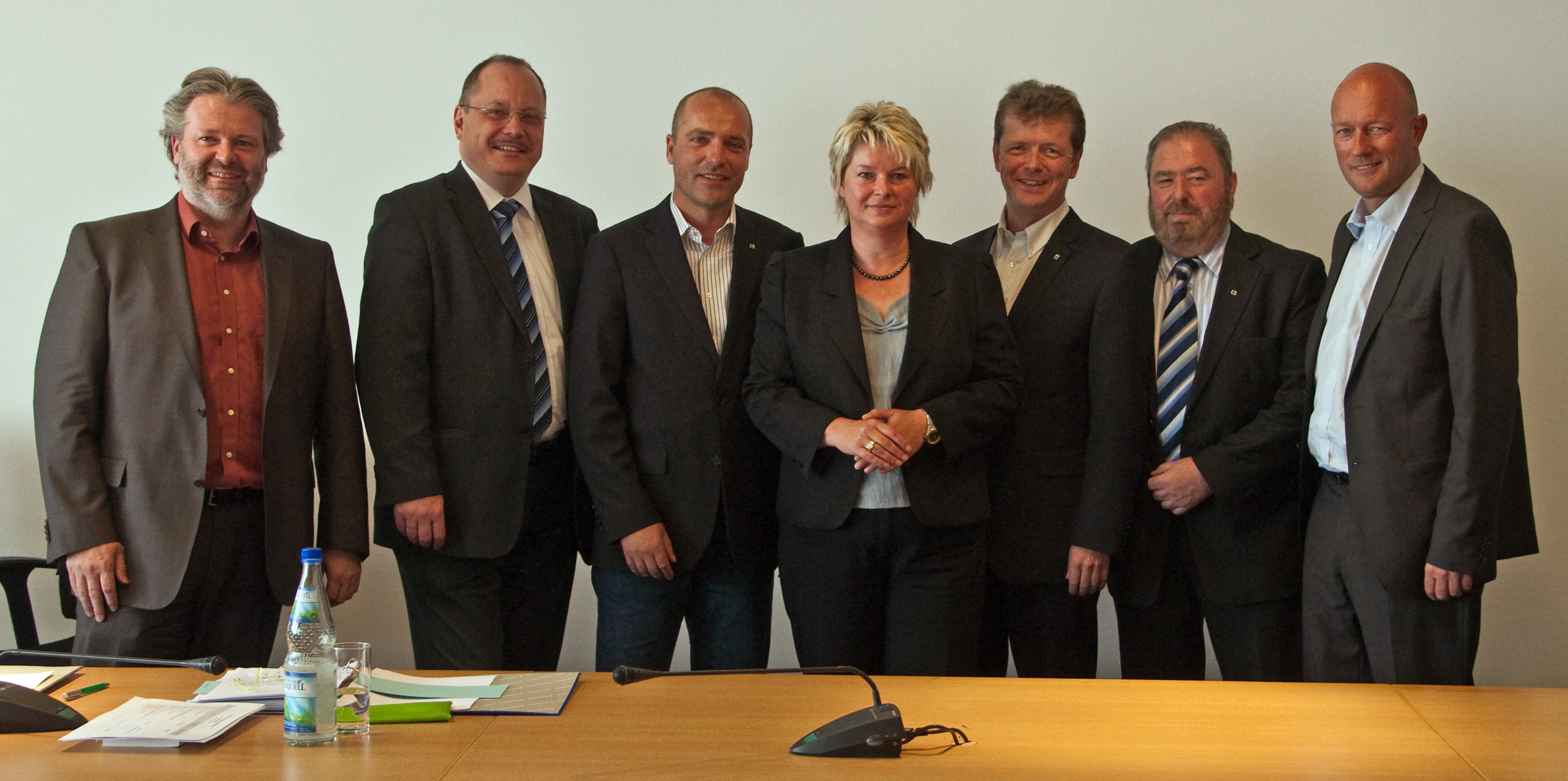
Die Abgeordneten der FDP-Fraktion im 5. Thüringer Landtag: v. l. n. r. Lutz Recknagel, Dirk Bergner, Marian Koppe, Franka Hitzing, Uwe Barth, Heinz Untermann, Thomas Kemmerich

### Im 21. Jahrhundert
Erst bei der Wahl 2009 gelang der Wiedereinzug in den Landtag. Mit 7,6 % der Stimmen und 7 Mandaten war die FDP unter Spitzenkandidat Uwe Barth viertstärkste Partei geworden. Die angestrebte schwarz-gelbe Koalition konnte aber wegen der erdrutschartigen Verluste der CDU nicht gebildet werden.
Nach einer Wahlperiode verpasste die FDP bei der Landtagswahl 2014 mit 2,5 % der Stimmen erneut den Wiedereinzug. Daraufhin stellte sich Uwe Barth nach elfjähriger Amtszeit nicht mehr zur Wiederwahl als Landesvorsitzender; auf dem Landesparteitag im November 2014 wurde Franka Hitzing zu seiner Nachfolgerin gewählt. Sie trat jedoch schon im September 2015 zurück, so dass zunächst kommissarisch Dirk Bergner die Leitung übernahm, ehe im November 2015 Thomas Kemmerich zum Landesvorsitzenden gewählt wurde. Seit 2018 stellt die FDP mit Thomas Nitzsche in Jena erneut einen Oberbürgermeister in Thüringen.

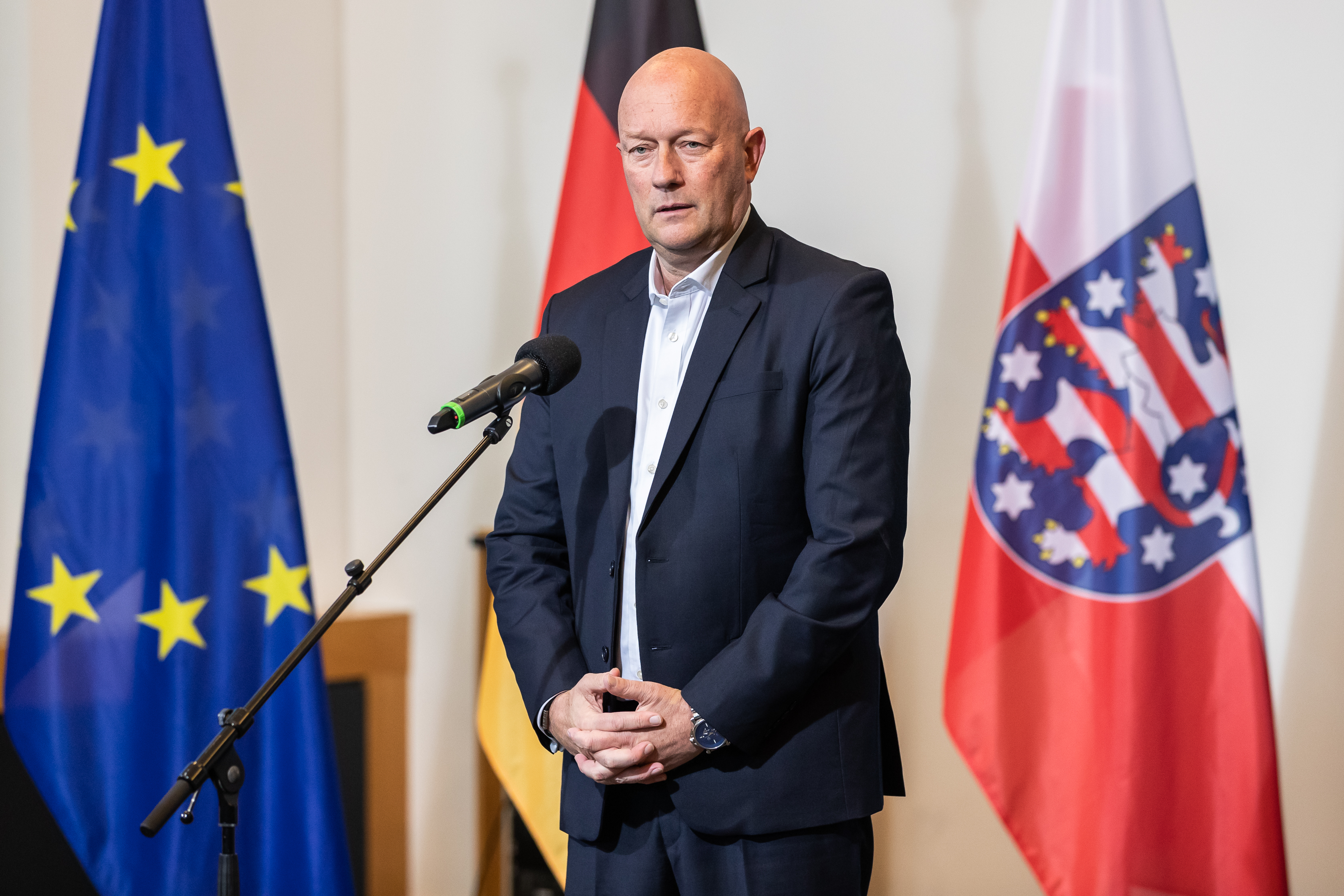
Thüringer Ministerpräsident a. D. Thomas Kemmerich

Bei der Landtagswahl Ende 2019 gelang denkbar knapp mit 5,007 % der Stimmen der Wiedereinzug in das Parlament. Am 5. Februar 2020 wählte der Landtag überraschend mit den Stimmen der AfD, der Mehrheit der CDU-Fraktion sowie der FDP Thomas Kemmerich zum neuen Ministerpräsidenten des Freistaates Thüringen. Zum zweiten Mal in der bundesdeutschen Geschichte stellte damit die FDP einen Regierungschef, nach Reinhold Maier (1949–1953) in Baden-Württemberg. Dadurch geriet die Partei überregional in heftige Kritik: Viele werteten die Wahl als Tabubruch einer Zusammenarbeit mit der AfD. Nur einen Tag später kündigte daher Thomas Kemmerich seinen Rücktritt an. Am 8. Februar 2020 erklärte Thomas Kemmerich dann seinen Rücktritt, um den Weg für die Neuwahl des Ministerpräsidenten frei zu machen. Am 4. März 2020 wurde Kemmerichs Vorgänger Bodo Ramelow zu Kemmerichs Nachfolger gewählt.
Im September 2023 beschloss die Bundes-FDP, dass die FDP Thüringen keine Mittel für den kommenden Wahlkampf aus dem Bundeskampagnenfonds erhält.
Bei der Landtagswahl 2024 erhielt die FDP nur noch 1,1 Prozent der Stimmen und schied somit aus dem Landtag aus.

## Programm
Das letzte Programm ist Wahlprogramm zur Landtagswahl in Thüringen 2019.

## Struktur

### Organisation

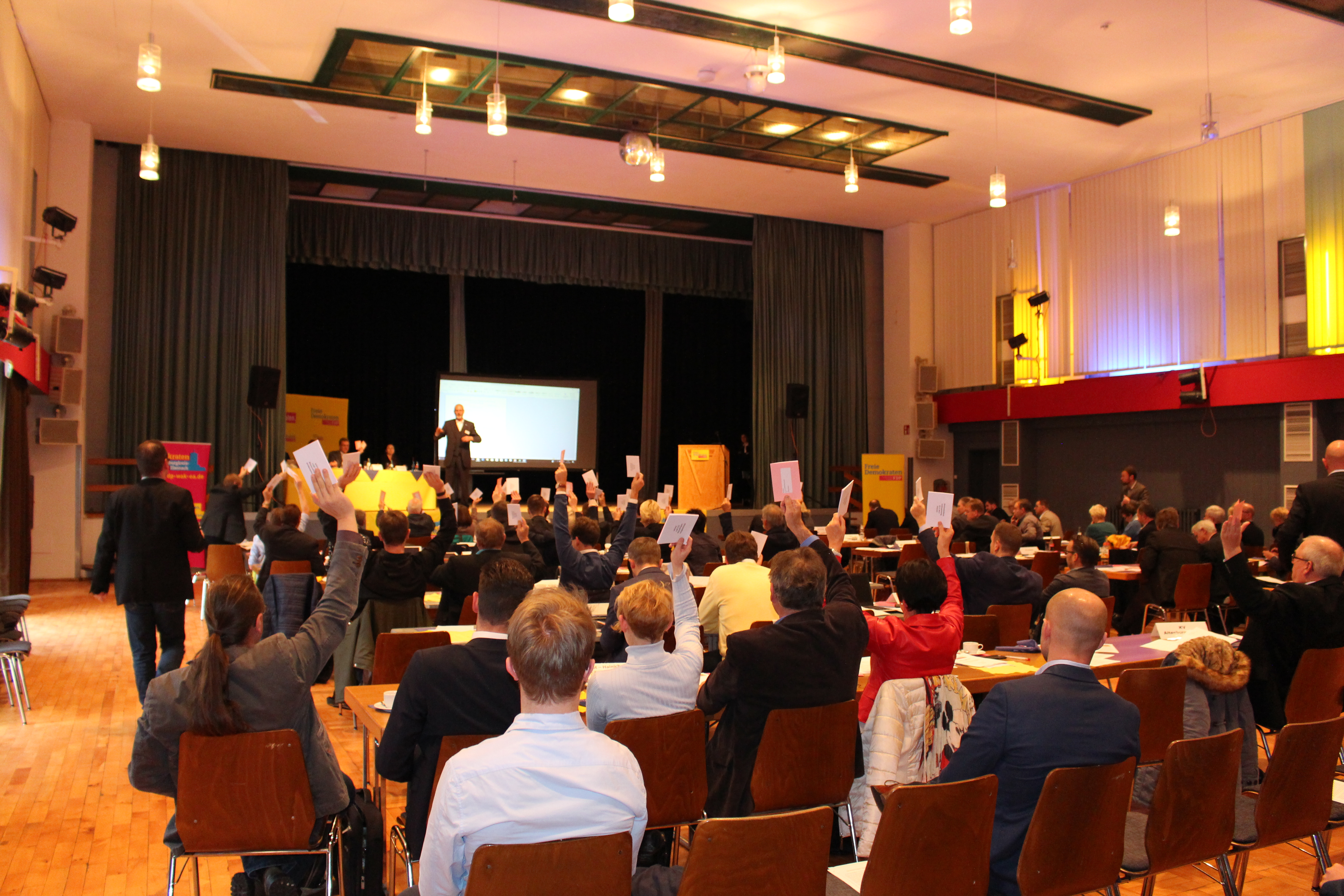
FDP-Landesparteitag 2017 in Eisenach

Die FDP Thüringen gliedert sich in 21 Kreisverbände. Auf Landesebene ist der Landesparteitag das höchste Organ. Der Landesparteitag setzt sich aus den demokratisch gewählten Vertretern der Kreisverbände (Delegierte) zusammen. Zwischen den Parteitagen ist der Landesparteirat das zweithöchste Gremium der FDP Thüringen. Er besteht aus den Mitgliedern des Landesvorstandes, gewählte Vertretern der Kreisverbände und den Vertretern der liberalen Organisationen. Der Landesvorstand wird alle zwei Jahre gewählt. Seit 2010 besteht er aus insgesamt 15 gewählten Mitgliedern, wozu seit 2004 ein Generalsekretär gehört.

### Kreisverbände

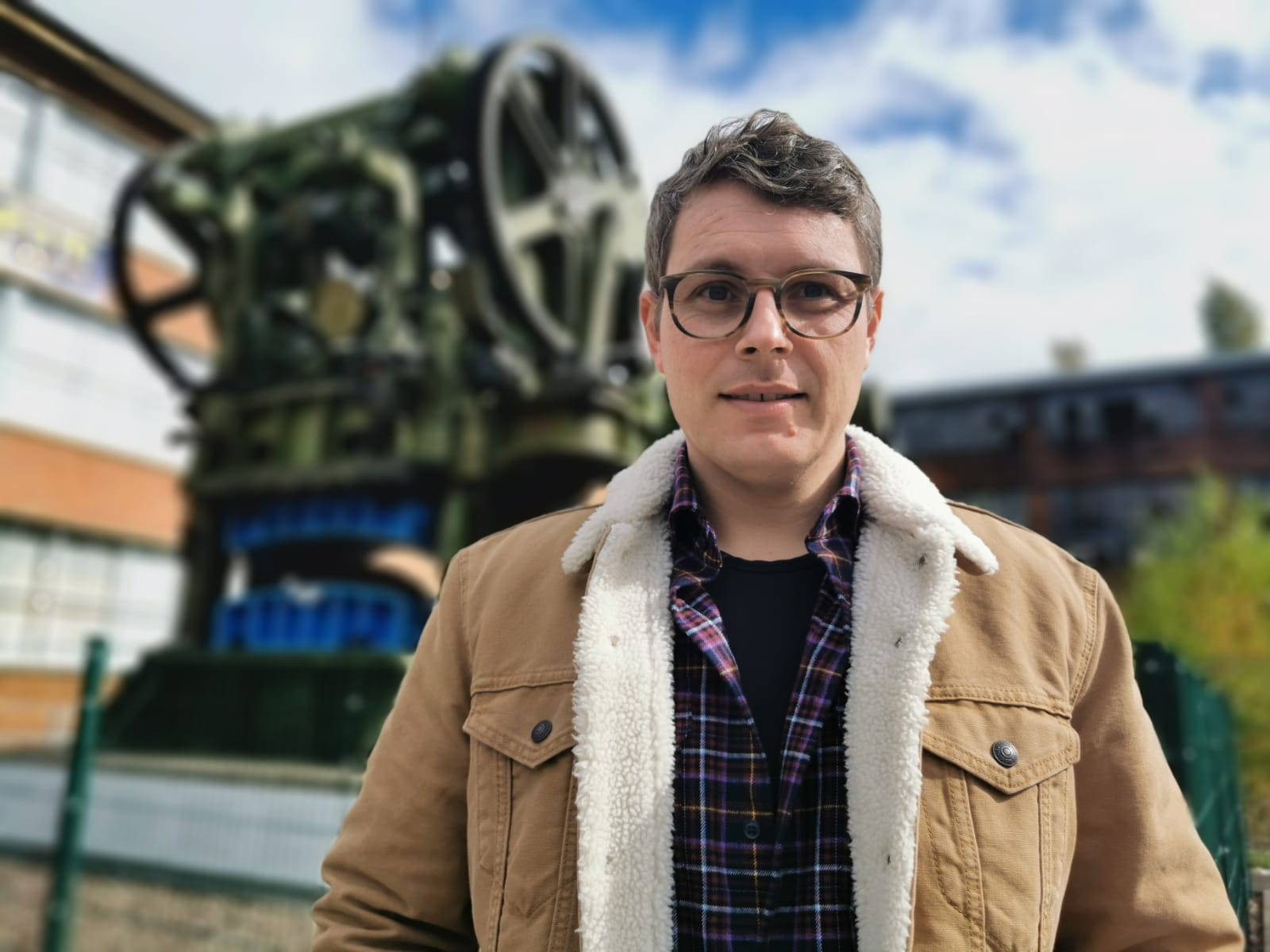
Robert-Martin Montag, Vorsitzender Kreisverband Wartburgkreis und Generalsekretär.

Die Thüringer FDP gliedert sich in folgende 21 Kreisverbände:
- Altenburger Land
- Eichsfeld
- Erfurt
- Gera
- Gotha
- Greiz
- Hildburghausen
- Ilmkreis
- Jena-Saale-Holzland
- Kyffhäuserkreis
- Nordhausen
- Saale-Orla-Kreis
- Saalfeld-Rudolstadt
- Schmalkalden-Meiningen
- Sömmerda
- Sonneberg
- Suhl
- Unstrut-Hainich-Kreis
- Wartburgkreis-Eisenach
- Weimar
- Weimarer Land

### Landesfachausschüsse
Neun Landesfachausschüsse unterstützen die inhaltliche Arbeit der FDP Thüringen:
- Bildung, Wissenschaft, Hochschule, Kunst
- Innen, Justiz, Bund, Europa
- Wirtschaft
- Gesundheit, Familie, Soziales
- Haushalt und Finanzen
- Internationale Politik
- Verkehr, Bau, Infrastruktur Umwelt, Landwirtschaft, Forsten
- Netzpolitik, neue Medien und Medienkompetenz
- Gleichstellung und Vielfalt

### Parteivorsitzende

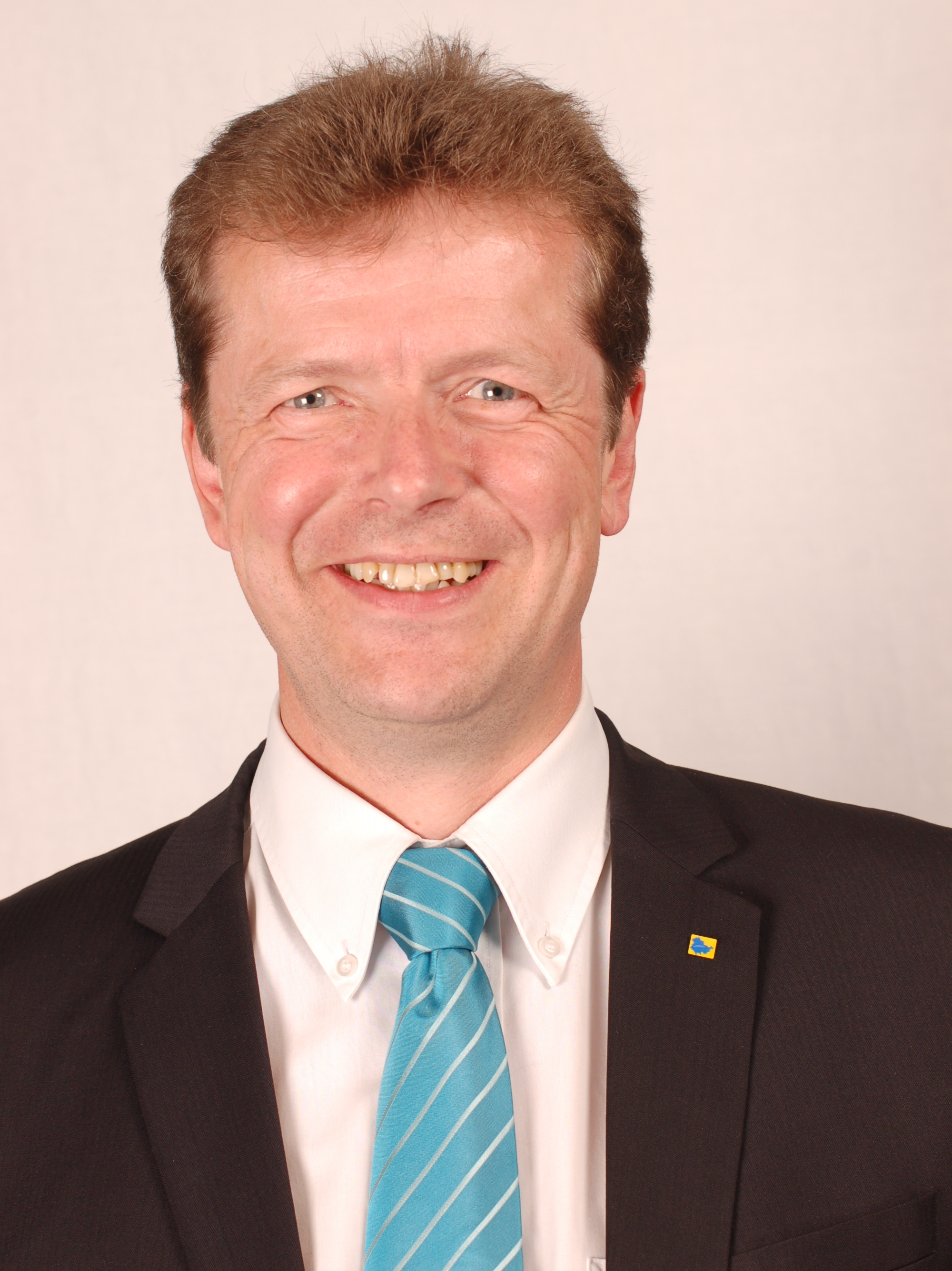
Uwe Barth, langjähriger Landespartei- und Fraktionsvorsitzender

| Jahre     | Vorsitzender                 |
| --------- | ---------------------------- |
| 1990–1994 | Andreas Kniepert             |
| 1994–1999 | Peter Röhlinger              |
| 1999      | Heinrich Arens               |
| 1999–2002 | Andreas Kniepert             |
| 2002–2003 | Karlheinz Guttmacher         |
| 2003–2014 | Uwe Barth                    |
| 2014–2015 | Franka Hitzing               |
| 2015      | Dirk Bergner (kommissarisch) |
| seit 2015 | Thomas Kemmerich             |

## Landtagsfraktion
Im Thüringer Landtag war die FDP von 1990 bis 1994, von 2009 bis 2014 sowie von 2019 bis 2024 vertreten.

### Mitglieder
| Jahre     | Vorsitzender     |
| --------- | ---------------- |
| 1990–1994 | Andreas Kniepert |
| 2009–2014 | Uwe Barth        |
| 2019–2021 | Thomas Kemmerich |

Zur FDP-Fraktion im 1. Thüringer Landtag (1990–1994) gehörten folgende Abgeordnete: Peter Backhaus, Jürgen Bohn, Ulrich Fickel, Maria-Elisabeth Grosse, Achim Häßler, Hartmut Sieckmann, Olaf Stepputat und Annett Stiebritz; der Fraktionsvorsitzende war Andreas Kniepert. Mit Jürgen Bohn, Ulrich Fickel und Hartmut Sieckmann stellte die FDP-Fraktion damals drei Landesminister; zudem war Fickel stellvertretender Ministerpräsident des Freistaats Thüringen.
Zur FDP-Fraktion im 5. Thüringer Landtag (2009–2014) gehörten folgende Abgeordnete: Dirk Bergner, Franka Hitzing, Thomas Kemmerich, Marian Koppe, Lutz Recknagel (bis 31. Januar 2014, Nachrücker: Gisela Sparmberg) und Heinz Untermann; der Fraktionsvorsitzende war Uwe Barth.
Zur FDP-Fraktion im 7. Thüringer Landtag gehörten von 2019 bis 2021 folgende Abgeordnete: Thomas Kemmerich, Ute Bergner, Franziska Baum, Dirk Bergner, Robert-Martin Montag. Durch den Fraktionsaustritt der bereits zuvor aus der Partei ausgeschiedenen Abgeordneten Ute Bergner im Juli 2021 hatte die FDP bis zum Ende der Legislaturperiode 2024 nur noch Gruppenstatus.

## Wahlergebnisse

### Landtagswahlen
| Ergebnisse der Landtagswahlen | Ergebnisse der Landtagswahlen | Ergebnisse der Landtagswahlen | Ergebnisse der Landtagswahlen |
| ----------------------------- | ----------------------------- | ----------------------------- | --- |
| Jahr                          | Stimmen                       | Sitze                         | Abgeordnete |
| 1990                          | 9,3 %                         | 9                             | Peter Backhaus, Jürgen Bohn, Achim Häßler, Ulrich Fickel, Andreas Kniepert, Hartmut Sieckmann, Olaf Stepputat, Annett Stiebritz                                |
| 1994                          | 3,2 %                         | –                             | |
| 1999                          | 1,1 %                         | –                             | |
| 2004                          | 3,6 %                         | –                             | |
| 2009                          | 7,6 %                         | 7                             | Uwe Barth, Dirk Bergner, Franka Hitzing, Thomas Kemmerich, Marian Koppe, Heinz Untermann, Lutz Recknagel (bis 31. Januar 2014, Nachrücker Gisela Sparmberg)    |
| 2014                          | 2,5 %                         | –                             | |
| 2019                          | 5,0 %                         | 5 (bis November 2021, dann 4) | Franziska Baum, Dirk Bergner, Thomas Kemmerich, Robert-Martin Montag, Ute Bergner (im Juli 2021 aus der Partei, im November 2021 aus der Fraktion ausgetreten) |
| 2024                          | 1,1 %                         | –                             | |

### Bundestagswahlen
| Bundestagswahlergebnisse | Bundestagswahlergebnisse | Bundestagswahlergebnisse | Bundestagswahlergebnisse | Bundestagswahlergebnisse                                                                                   |
| ------------------------ | ------------------------ | ------------------------ | ------------------------ | --- |
| Jahr                     | Landes-ergebnis          | Bundes- schnitt          | Sitze                    | Abgeordnete                                                                                                |

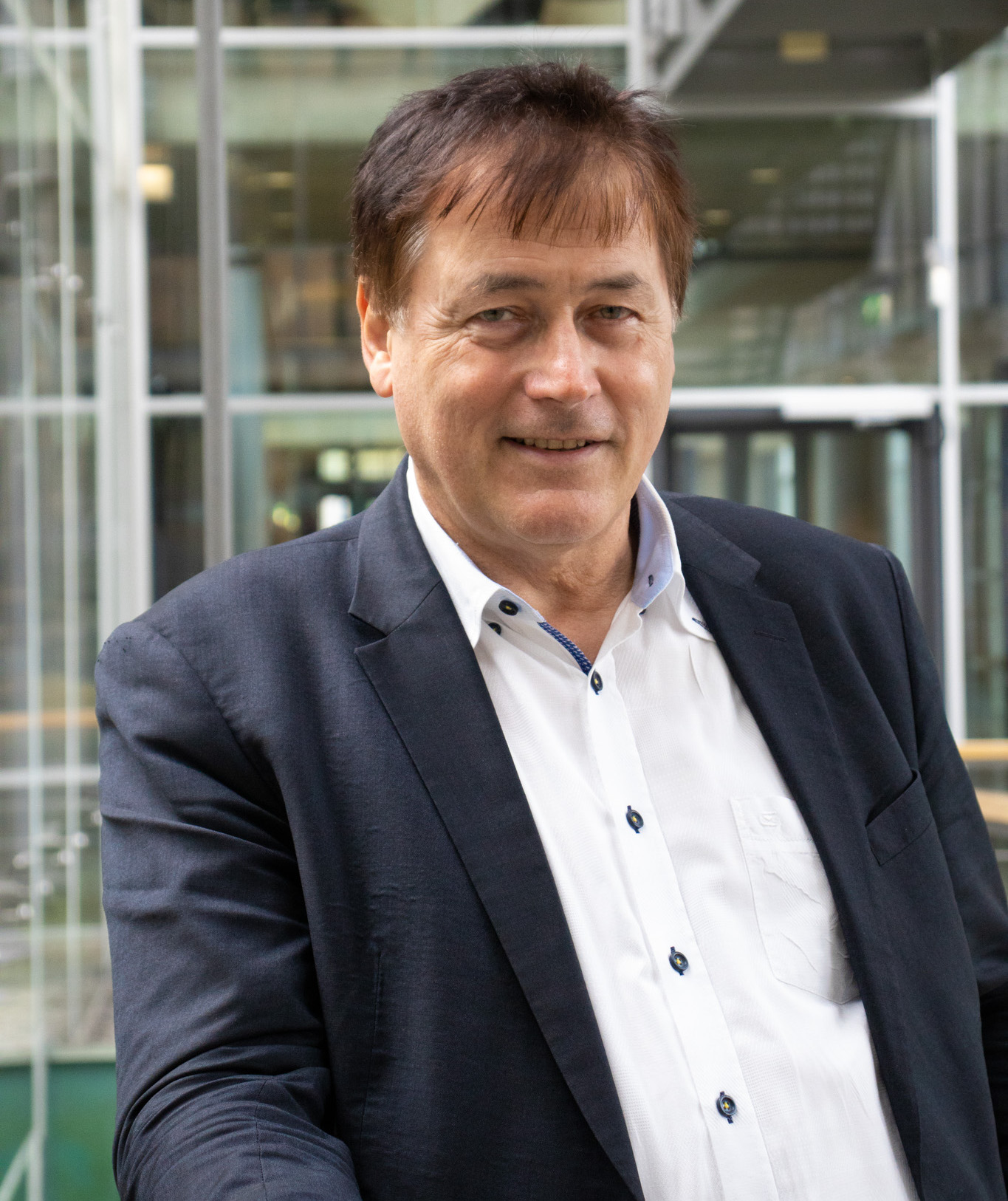
Gerald Ullrich, Mitglied des Bundestages bis 2025.

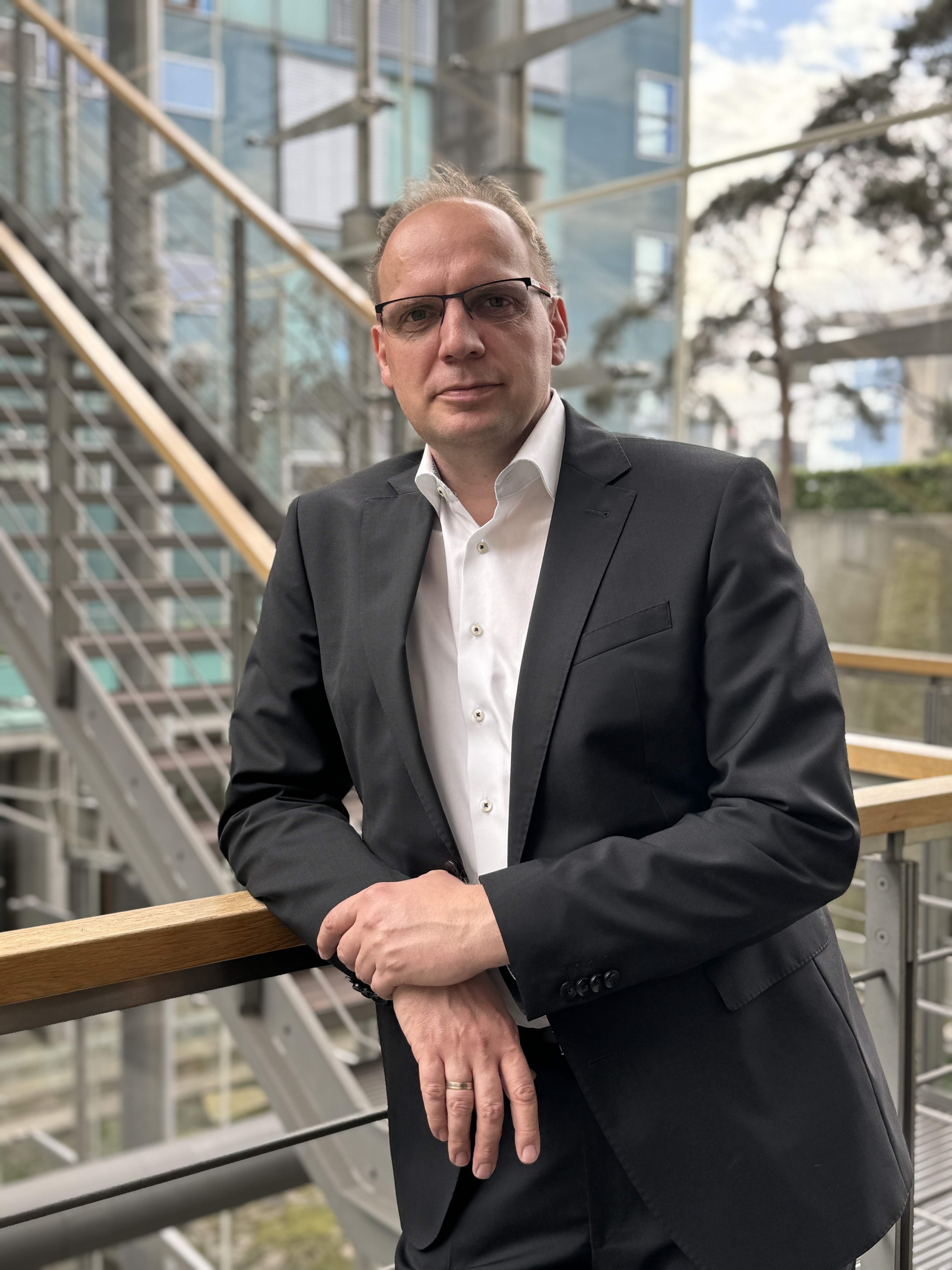
Tim Wagner, Mitglied des Bundestages bis 2025.

| 1990                     | 14,6 %                   | 11,0 %                   | 3                        | Karlheinz Guttmacher, Eva Pohl, Heinz Hübner (ausgeschieden im Mai 1992, Nachrücker: Christoph Schnittler) |
| 1994                     | 4,1 %                    | 6,9 %                    | 1                        | Karlheinz Guttmacher                                                                                       |
| 1998                     | 3,4 %                    | 6,2 %                    | 1                        | Karlheinz Guttmacher                                                                                       |
| 2002                     | 5,9 %                    | 7,4 %                    | 1                        | Karlheinz Guttmacher                                                                                       |
| 2005                     | 7,9 %                    | 9,8 %                    | 1                        | Uwe Barth (ausgeschieden im September 2009, Nachrücker: Patrick Kurth)                                     |
| 2009                     | 9,8 %                    | 14,6 %                   | 2                        | Patrick Kurth, Peter Röhlinger                                                                             |
| 2013                     | 2,6 %                    | 4,8 %                    | —                        | — |
| 2017                     | 7,8 %                    | 10,7 %                   | 2                        | Gerald Ullrich, Thomas Kemmerich (ausgeschieden am 15. November 2019, Nachrücker: Reginald Hanke)          |
| 2021                     | 9,0 %                    | 11,5 %                   | 2                        | Gerald Ullrich, Reginald Hanke (ausgeschieden im Dezember 2023, Nachrücker: Tim Wagner)                    |
| 2025                     | 2,8 %                    | 4,3 %                    | —                        | — |

### Europawahlen
| Jahr | Wahl           | Landesergebnis | Bundesschnitt |
| ---- | -------------- | -------------- | ------------- |
| 1994 | 4. Europawahl  | 4,3 %          | 4,1 %         |
| 1999 | 5. Europawahl  | 2,1 %          | 3,0 %         |
| 2004 | 6. Europawahl  | 4,2 %          | 6,1 %         |
| 2009 | 7. Europawahl  | 8,2 %          | 11,0 %        |
| 2014 | 8. Europawahl  | 2,1 %          | 3,4 %         |
| 2019 | 9. Europawahl  | 4,4 %          | 5,4 %         |
| 2024 | 10. Europawahl | 2,0 %          | 5,2 %         |